# Línea 4 (Interurbanos Lérida)
La línea 4 de la red de autobuses interurbanos de Lérida, une todo el centro de la ciudad con el barrio de La Mariola y el Parque Científico y Tecnológico Agroalimentario de Lérida.

## Características
Es una línea circular con un recorrido total que dura unos 45 minutos en dar una vuelta entera.

### Horarios/frecuencias
| Lunes a viernes     |             |
| de 7:00 a 8:45      | cada 35 min |
| de 8:45 a 21:30     | cada 45 min |
| Sábados no funciona |             |
| de 7:00 a 8:45      | cada 35 min |
| de 8:45 a 14:00     | cada 45 min |

## Recorrido
Comienza su recorrido en la Avenida de Madrid (estación de autobuses) y sube a la derecha por Avenida de Cataluña e izquierda por Calle Lluís Companys, cruza el Paseo de Ronda entrando en el barrio de La Mariola y sube a la izquierda por la calle Venus hasta el final para girar a la derecha por la calle Cardenal Cisneros, desde allí sube al monte de Gardeny para llegar al Parque Científico y Tecnológico, desde allí baja y vuelve a entrar al barrio de La Mariola por la calle Fernando el Católico y a la derecha por la calle Rossinyol y derecha otra vez por calle La Rioja pasando por la Plaza de Barcelona hasta empalmar con la Avenida de Pío XII y entra a ella girando a la izquierda y cruza otra vez el Paseo de Ronda, sigue por la calle Obispo Ruano hasta llegar a la Plaza de Ricardo Viñes y entra en la Avenida Prat de la Riba, la cruza hasta el final y gira a la derecha por la calle Príncipe de Viana hasta la Plaza Ramón Berenguer IV pasando por delante de la estación de tren Lérida Pirineos cruza toda la Rambla de Ferrán pasando por delante de Diputación de Lérida, luego por la Plaza de la Paz y por delante de la estatua de Indíbil y Mandonio, después pasa entre medio del Puente Viejo y La Paeria y entra otra vez en la Avenida de Madrid pasando por el antiguo edificio del Montepío hasta llegar otra vez a su punto de partida.
| parada                | enlaces                  | otros                 |
| --------------------- | ------------------------ | --------------------- |
| EST. D´AUTOBUSOS 1    | 1 2 19 4 5 6 8 11 11B 14 |                       |
| CATALUNYA 1           | LP 8 9                   |                       |
| EXCORXADOR            | LP 8 9 11B 19            |                       |
| MARIOLA               |                          |                       |
| VENUS                 |                          |                       |
| GARDENY               |                          |                       |
| MART                  |                          |                       |
| PARC CIENTÍFIC        |                          |                       |
| ESC. MAGI MORERA      |                          |                       |
| FERRAN EL CATÒLIC     |                          |                       |
| ROSSINYOL             |                          |                       |
| PL. BARCELONA         |                          |                       |
| BLOCS JUAN CARLOS 1   |                          | para diez minutos     |
| GERMANS IZQUIERDO     |                          |                       |
| CASTELLA              | 8                        |                       |
| PLAÇA DE LES MISSIONS | 8                        |                       |
| BISBE MARTÍN RUANO    | 8                        |                       |
| RICARD VIÑES 1        | 4 7 8 11 12              | Bus Turístico Wonder  |
| ENSENYANÇA            | 1 3 5 6 12 13            |                       |
| AMBULATORI 1          | 1 3                      |                       |
| SANT RUF 3            | 8 9 14                   |                       |
| ESTACIÓ RENFE 3       | 8 9                      |                       |
| AUDIÈNCIA             | 5 6 8 9 13 14            |                       |
| PLAÇA LA PAU          | 2 3 8 9 13               |                       |
| PONT VELL 1           | 2 3 5 6 8 11 11B 14 19   | Bus Turístico NL2 NL4 |
| CAVALLERS 1           | 2 4 5 6 8 14             |                       |